# Пользование
Право пользования — процесс извлечения полезных свойств из данного имущества и/или получение плодов и доходов. Границы права пользования определяются законом, договорами или иными правовыми основаниями. Законное пользование защищается от нарушений различными правовыми средствами, в частности, путём предъявления иска об устранении препятствий в пользовании.